# Копьев, Алексей Данилович
Алексей Данилович Копьев (1767 — 5 июля 1846) — русский писатель конца XVIII века, брат Михаила Копьева. Снискал известность в петербургском обществе своими остроумными, а иногда и циничными выходками.

## Биография
Сын пензенского вице-губернатора Д. С. Копьева. С 1775 года записан в гвардию, 10 июля 1778 года произведён в сержанты Измайловского полка.
В 1791 году П. А. Зубов взял его в свой штат, где Копьев вскоре достиг чина армейского подполковника.
В 1794 году Копьев участвовал во взятии Варшавы и разгроме восставших. Также направил непосредственно королю Фридриху-Вильгельму вызывающее письмо по поводу отбитых русскими у поляков, но присвоенных пруссаками орудий.
Приказом Павла I от 15 декабря 1796 года Копьев за какую-то выходку («дурное поведение») подвергся четырёхмесячному аресту в Петропавловской крепости, а затем был отправлен в армейский полк. Молва утверждала, что выходка заключалась в появлении перед государем в форме, представлявшей карикатуру на только что введенную. По другой версии, причиной послужила сочинённая Копьевым или приписанная ему эпиграмма на строительство Исаакиевской церкви:
Се памятник двух царств,
Обоим столь приличный:
Основа его мраморна,
А верх его кирпичный.
Известно прошение Копьева к императору от 31 марта 1797 из Невеля, где он состоял в Псковском драгунском полку, о помиловании и о предоставлении отпуска в связи со смертью отца. Предполагается, что с этим эпизодом биографии Копьева связана эпиграмма Г. Р. Державина «На падение Фаэтона» (1798).
Около 1802 года, при императоре Александре I, Копьев был возвращён с Петербург для продолжения службы и, в соответствии с выслугой лет, получил чин генерал-майора.
В 1808 году вместе с И. А. Тейльсом и Н. Ф. Эминым Копьев состоял членом Комиссии рассмотрения финляндских дел до её ликвидации в 1810 году.
После войны 1812 года Копьев продал свою финскую мызу Г. Армфельду и купил имение Пустынька на берегу Тосны, рядом с имением Воронцовых, послужившее причиной вражды между соседями.
В дальнейшем многократно покупал и продавал небольшие имения вблизи Петербурга, в результате его хорошо знал дворянский и служилый люд города. В копьевской Пустыньке впоследствии поселился поэт А. К. Толстой.
С кругом писателей и журналистов начала XIX века Копьев не общался.
По воспоминаниям современников, в старости он отличался скупостью, неопрятностью, алчностью, циничным пренебрежением к общему мнению. Незадолго до смерти он проклял и лишил наследства единственного сына Юрия.

## Творчество
Его наиболее едкие экспромты и шутки не напечатаны.
Все комедии Копьева написаны прозой. Между тем Ф. Ф. Вигель свидетельствует, что Алексей Данилович писал также стихи, и цитирует одно из стихотворений, которыми Копьев его «засыпал», и которые до нас не дошли.

### Пьесы
На сцене шли с успехом его комедии:
«Обращённый мизантроп, или Лебедянская ярмарка»
Постановка 11 мая 1794. Пьеса по своей теме и судьбами персонажей связана с «Недорослем» Д. И. Фонвизина. Так, например, Правдин, Гур Филатыч — племянник Простакова. В тексте упоминается и сама комедия Фонвизина.
Бытовая сатира на провинциальные дворянские нравы сочетается в пьесе с идейным продолжением комедиографии Екатерины II, осуждающей «ужасные» последствия французской революции. Центральной является мысль о том, что люди в целом не понимают истинной свободы. До зрителя доносится идея, что русское дворянство игнорирует мудрые указания императрицы, данные ею в «Учреждении о губерниях» (1775) и «Жалованной грамоте российскому дворянству» (1785). В качестве причины всех неурядиц в русской семейной, общественной и государственной жизни указываются себялюбие дворян и отсутствие у них чувства долга.
Лживое и пустое светское общество противопоставляется в речах положительного героя Правдина двору Екатерины II как образцу добродетелей и гражданского исполнения долга.
Любовная линия в пьесе Копьева испытала влияние карамзинизма. В качестве героини он впервые ввёл образ сентиментальной воспитанницы Смольного монастыря.
Оценка придворного спектакля была благосклонной, и Копьеву была вручена табакерка с алмазами.
Сочное бытописание, живые диалоги и удачные типажи провинциальных щёголей, колоритно шаржируемые на сцене, обеспечили успех комедии на публичной сцене.
«Обращенный мизантроп…» пользовался большим успехом в репертуаре театра начала XIX века и неоднократно упоминаем как одно из лучших произведений драматической литературы в современных ему обзорах.
«Что наше, тово нам и не надо»
10 октября 1794 года была поставлена одноактная комедия «Что наше, тово нам и не надо». По мнению современных исследователей, она принадлежит к жанру драматических пословиц и представляет собой психологический этюд, построенный вокруг образа скучающего человека.
Герой пьесы Причудин стал одним из первых в русской литературе образов богатого и разочарованного молодого человека. Он желает увлечь женщину, которую не любит, которая не заслуживает его любви. И достигнув желаемого, он легко уступает женщину сопернику. Издание пьесы оформлено как фонетическая транскрипция разговорной речи. Автор полагал подчёркнуто бытовую интерпретацию пьесы на сцене.
«Бабьи сплетни»
20 января 1796 года на Придворном театре была поставлена комедия «Бабьи сплетни» (текст не сохранился).
«Княгиня-Муха»
Упоминается также о пьесе «Княгиня-Муха», однако она не была напечатана, и определённо о ней ничего не известно.
Тексты недоказанного авторства
П. А. Вяземский сообщал, что именно Копьев перевёл произведение Ж. Неккера «Sur le bonheur des sots». В 1795 году под заглавием «О счастии дураков» вышло русское издание, подписанное длинной анаграммой. Однако никто из библиографов эту анаграмму не расшифровал. Иные известные издания переводов этой книги приписываются Д. И. Хвостову и П. С. Кайсарову.

## Скандальная известность
Как герой литературного фольклора Копьев был известен более, чем как литератор. Современники собрали вокруг его личности массу легендарных подробностей и анекдотов, характеризующих его как принципиального фрондера, шутника, остряка и балагура, человека переменчивой судьбы.

## Родственники
- Сын Юрий — флигель-адъютант, командир грузинского гренадерского полка, в 1844 году был предан князем М. С. Воронцовым суду по обвинению в казнокрадстве, жестокости с солдатами, лихоимстве и прочем. Дело это, возбудившее в своё время много толков и оставшееся не вполне разъяснённым, окончилось оправданием Юрия Алексеевича[7][8].
- Дочь Варвара (по мужу Брюн-де-Сент-Ипполит)[9], сотрудничала с журналом «Странник».